# Axel Wunsch

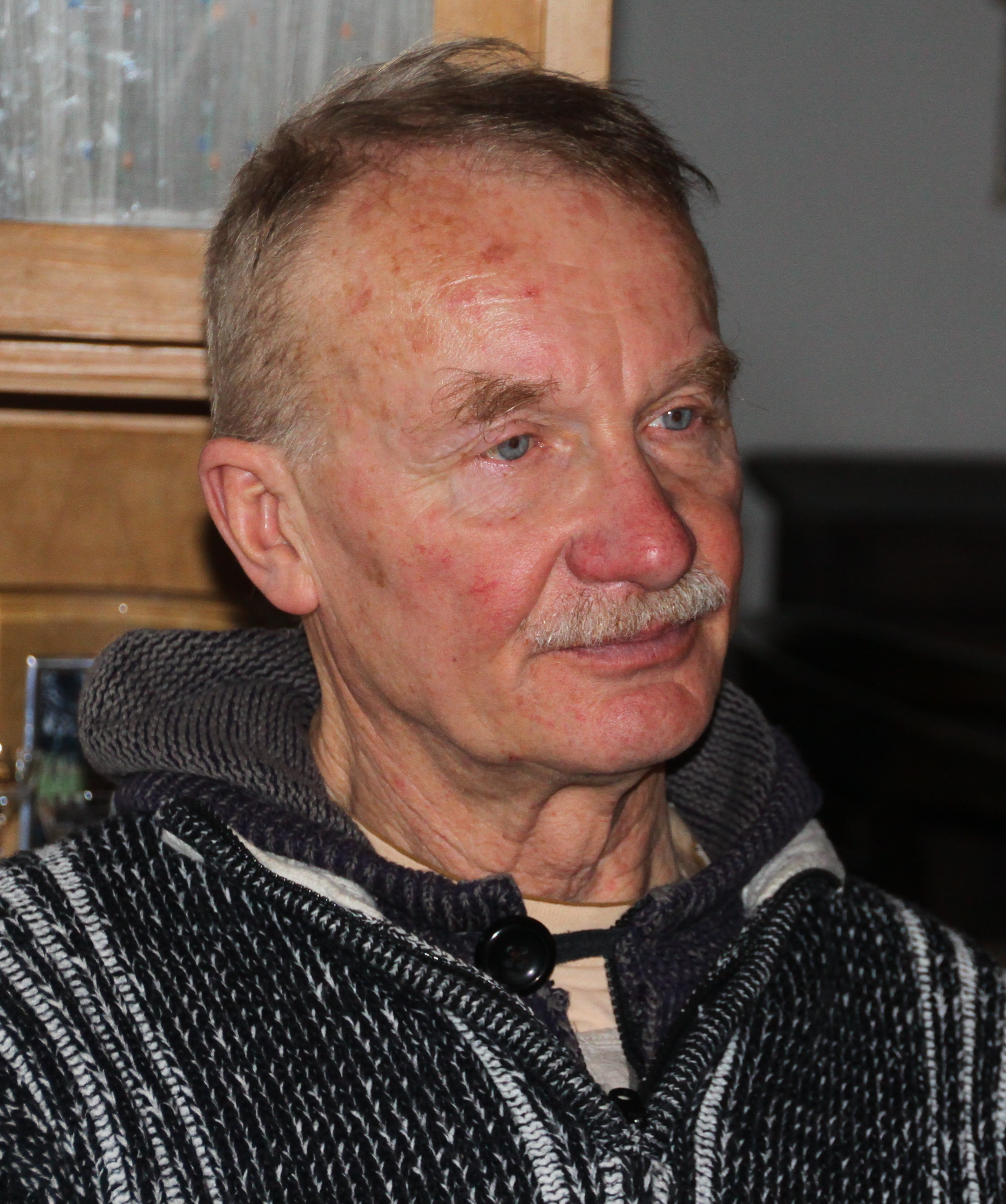
Axel Wunsch 2013

Axel Wunsch (* 20. Oktober 1941 in Kändler) ist ein deutscher Maler und Grafiker.

## Leben
Axel Wunsch absolvierte von 1956 bis 1958 eine Lehre als Industriefärber und war danach bis 1963 als Garnfärber tätig. Gleichzeitig besuchte er den Mal- und Zeichenzirkel bei Willy Wittig in Karl-Marx-Stadt. Seine künstlerische Ausbildung erfolgte in Leipzig von 1963 bis 1968 an der Hochschule für Grafik und Buchkunst bei Wolfgang Mattheuer. Seither ist er freischaffend in Karl-Marx-Stadt, jetzt Chemnitz tätig. Wunsch war von 1979 bis 1990 Mitglied im Verband Bildender Künstler der DDR und gehört heute weiteren künstlerischen Vereinigungen an, wie dem Kunstverein Laterne Chemnitz, dem Zwickauer Kunstverein und der Kunsthütte Chemnitz.
Studienreisen führten ihn 1973/1974 nach Sibirien, 1973 bis 1975 nach Ungarn, 1975 nach Irkutsk, 1977 nach Finnland, 1979 in die BRD und nach Jugoslawien sowie 1983 in die Mongolei, ferner nach Bulgarien und Griechenland.
Wunsch übte von 1963 bis 1990 auch Lehrertätigkeiten im Karl-Marx-Städter Volkskunst-Zeichenzirkel aus und lehrt seit 2000 in der Förderstudioklasse Zwickau im Fach Malen.
2004 erhielt er den Ruth-Leibnitz-Preis für Plastik der Neuen Sächsischen Galerie Chemnitz.
Axel Wunsch arbeitet als Maler, Zeichner, Grafiker und Plastiker und experimentell im crossover aller ihm verfügbaren, zumeist einfachen Mittel.

## Werk
- 1971 Detail aus dem Wandbild, Dornröschen in einem Kindergarten
- 1971 Polnisches Mädchen. Öl
- 1971 Bauarbeiter. Öl
- 1973 Mädchenkopf. Lithografie
- 1973 sich neckendes Paar. Lithografre;
- 1973 Arabische Mutter. Öl
- 1973 Am Bratsker Meer. Pastell
- 1973 Straßenbauer. Öl
- 1973 Aschmänner. Öl
- 1973 Kleine Angler in Irkutsk. Öl
- 1975 Schneeglöckchen. Mischtecirnik
- 1975 Sibirischer Junge. Hartfaser, Mischtechnik
- 1976 Der Maler Willy Wittig. Mischtechnik
- 1978 Kammermusik. Mischtechnik
- 1980 Ruhende. Öl
- 1980 Gelände bei Eggesin. Öl
- 1982 Pausenecke. Öl
- 1986 Gießereiarbeiter. Öl
- 1989 Rügenlandschaft, Aquarell

## Ehrungen
- 1975 Förderpreis des Ministeriums für Kultur der DDR
- 1976 Preis der Ausstellung Junge Künstler der DDR, Berlin
- 1976 Anerkennung der Biennale, Košice
- 1977 Kunstpreis des DTSB in Silber für das Werk Startvorbereitung
- 1980 Kunstpreis des FDGB
- 1980 Kunstpreis der DDR
- 1984 Theodor-Körner-Preis

## Ausstellungen

### Einzelausstellungen
- 1970, 1976, 1977, 1979, 1981 und 1984 Karl-Marx-Stadt
- 1974 Plauen, Meerane
- 1975 Leipzig
- 1976, 1981 Freiberg
- 1978 Zwickau
- 1984 Wilkau-Haßlau
- 1985 Frankfurt/Oder
- 1986 Glauchau, Weimar
- 1989 Kapelle Neuensalz und Frankfurt/M.
- 2006 Neue Sächsische Galerie Chemnitz

### Ausstellungsbeteiligung
- 1972, 1977, 1982, 1984, 1987 Kunstausstellung der DDR
- 1974 Junge Künstler der DDR. Berlin
- 1974 Grafik in der DDR. Berlin
- 1974 Kunst für uns. Erfurt
- 1975 In Freundschaft verbunden. Berlin
- 1976 Jugend und Jugendobjekte. Karl-Marx-Stadt
- 1976 Neuerdings Karl-Marx-Stadt. Berlin
- 1977, 1983 Kunst und Sport. Leipzig
- 1979 Jugend in der Kunst, Berlin
- 1979 Weggefährten – Zeitgenossen. Berlin
- 1980 Gouachen und Temperablätter. Leipzig
- 1981 25 Jahre NVA
- 1982 Bildnis + Gruppe. Ausstellung der Sektion Maler und Grafiker des VBK/DDR, Karl-Marx-Stadt
- 1983 Karl Marx – Künstlerbekennrnisse. Berlin, Magdeburg, Karl-Marx-Stadt und Leipzig
- 1984 Retrospektive Karl-Marx-Stadt
- 1985 Musik in der bi1denden Kunst der DDR. Berlin
- 1985 Auf gemeinsamen Wegen. Berlin
- 1986 DDR-Miniaturen. Fürstenwalde
- 1986 Soldaten des Volkes. Cottbus
- 1989 Bauleute. Berlin
- ferner Belgien, BRD, Bulgarien, CSSR, Frankreich, Holland, Italien, Nigeria, Norwegen, Österreich, Polen, Portugal, Schweden, UdSSR